# 湊源左衛門
湊 源左衛門（みなと げんざえもん）は、江戸時代中期の武士、松前藩士。実名は季玲あるいは季珍、初名は覚之進。

## 経歴
湊安東氏の後裔で、代々物頭格を務める重臣の家柄に生まれる。明和8年（1771年）父・平左衛門隠居につき家督を相続。スツキ場所（現・せたな町瀬棚区）を知行した。
宝暦8年（1758年）野寒布と宗谷のアイヌの間に紛争が発生したため、翌宝暦9年（1759年）その鎮撫を兼ねて上乗として厚岸へ赴任する。この時、択捉の乙名・カッコロと国後の乙名・ヌサシテカより「クルムセ（千島列島）に赤蝦夷（ロシア人）が居住している」という報告を受けた。これにより松前藩はロシア人が蝦夷地近くにまで進出していることを把握することになったが、当時は些事と考えられたらしく公表されなかった。
明和4年（1767年）豪商・飛騨屋久兵衛に与えられていたトウヒ伐採権を引きはがす工作に家老・蠣崎広重らとともに関与し、2年後の明和6年（1769年）には伐採権を藩へ返上させることに成功した。しかし事実上の後任に据えた南部屋嘉右衛門の林業経営が難航したため、明和7年（1769年）江戸の材木商・新宮屋久右衛門と接触し、材木の卸契約と融資を取りつけている。しかし一連の事業は成功せず、藩と対立した新宮屋が幕府へ訴え出る騒動になったこともあり、安永2年（1771年）藩より形式的な処罰を受けている。
安永8年（1777年）先述の騒動により盛岡藩で入牢していた南部屋嘉右衛門が許され、徒士格・浅間嘉右衛門として松前に復帰することとなった。源左衛門は嘉右衛門復帰の実務を取り扱ったことで、勘定奉行に昇進している。しかし安永9年（1778年）嘉右衛門は飛騨屋と商場を巡って対立し、飛騨屋が幕府に訴え出る騒ぎとなり敗訴、入牢となる（のち死罪）。松前藩は嘉右衛門を切り捨てる判断を下し、嘉右衛門との主従関係を否定。そして嘉右衛門を取り立てた責任は源左衛門と家老の蠣崎広重にあるとして両者を重追放に処し、嘉右衛門一件は藩の関知しないものと釈明することで決裁した。
天明3年（1783年）工藤平助が対露関係について警鐘を鳴らした『赤蝦夷風説考』は、千島のロシア人事情に詳しい源左衛門の証言に影響を受けるところが多かった。平助の弟子に松前出身の米田玄丹がおり、彼を通じて平助の知己となっていたようである。また松前に流通していない蝦夷の織物類が上方で流通していることを知り、商場制を無視した抜け荷が現地商人・飛騨屋久兵衛によって行われており、これを松前藩が黙認していると主張した。『赤蝦夷風説考』は当時の権力者である田沼意次らにもたらされ、北方の海防意識に重大な影響を与えることになった。また田沼の腹心で蝦夷通として知られた勘定組頭・土山宗次郎とも交流があり、天明5年（1785年）に幕府は山口鉄五郎らを北方探検隊として蝦夷地へ派遣しているが、源左衛門はその相談役に抜擢されている。その後は浪人のまま仙台に住んだという。